# 想不想要做個雪人
《Do You Want to Build a Snowman?》（香港譯名：你要雪人砌幾呎高、臺灣譯名：想不想要做個雪人、中國大陸譯名：你想不想堆雪人），是華特迪士尼動畫工作室2013年動畫作品《冰雪奇緣》配樂之一，由克里斯汀·安德生-洛佩兹和罗伯特·洛佩兹共同創作詞曲。根據尼爾森SoundScan，截至2016年11月25日，該曲目的總銷售量達到1,600,000次下載，位列SoundScan歷史上最暢銷的全美聖誕節/節日數字單曲榜單的第二位（僅次於瑪麗亞·凱莉1994年的單曲《你是我最想要的聖誕禮物》）。

## 概要
這首歌曲由克莉斯汀·貝兒、阿加莎·李蒙和凱蒂·洛佩茲在電影中演出，每個人扮演不同年齡的安娜公主的角色。 這首歌在電影剛開始時出現於艾莎被鎖在一間隔離房間時（因為國王與皇后由於擔心艾莎會無法控制其魔法力量並傷及安娜）。在他們的父母於海上的暴風雨中罹難後，安娜再次悲傷地要求她的姐姐出來，但徒然無功。

## 製作過程
迪士尼曾想要取消這首歌，因為加入這首歌可能會讓電影開場非常沉重，StitchKingdom則表示这首歌在电影的发展中曾经被删除后重新加入，但最終在員工們请求留下这首歌。（"due to pacing of the film, this song was constantly being cut and put back in during the film’s development. Ultimately, studio employees demanded it stay in."）在製作過程中，洛培茲夫婦甚至專程前往洛杉磯與製作團隊討論如何搭配艾莎與安娜的聲音。中間插曲部分由本片配樂師克里斯多福·貝克製作。影片上映後，有位粉絲在結尾安娜被冰凍時製作出一段Reprise。洛培茲承認當初的確曾想過在最後高潮時插入Reprise，但琢磨過後認為有些突兀 。導演珍妮佛·李也提到，迪士尼音樂總監克里斯·蒙頓(自迪士尼文藝復興時期)習慣要求在影片後半部不要添加歌曲 。

## 評論
這首歌獲得了廣泛的讚譽影評和樂評，凱爾·史密斯在紐約郵報上戲稱它是「經典」。今日美國評論「貝爾甜美的聲音詮釋了安娜誠摯的情感」。TheWrap影評人杜拉德形容歌曲「令人鼻酸」。Moviefone認為「讓人泛淚」「冰雪奇緣中最好的歌曲」。富比士雜誌評論「它難過地敘述了艾莎和安娜之間豐富又細微的關係，並表達了對恐懼、自我否定及子女教養的議題」。同時主編Mendelson提到「眾多動人的歌曲中完美的一首」「很擔心最後結尾以悲劇收場後再次聽到這首歌 」。
Sputnikmusic評論「歌曲與劇情有完美的搭配」「不同於其他乏善可陳的音樂作品 」。Rochester City Newspaper形容這首歌「成功建構角色形象」「連同"Frozen Heart"讓人回想起亞倫·孟肯的音樂作品」「安娜童稚的歌聲甚至比雪寶更加印象深刻 」。AllMusic認為同"Love Is an Open Door"兩首都非常具有當代百老匯風格 。

## 榜單與認證
| Chart (2013–14)                        | Peak position |
| -------------------------------------- | ------------- |
| 澳大利亚（澳大利亚唱片业协会單曲榜）   | 45            |
| 加拿大（Canadian Hot 100）             | 61            |
| 愛爾蘭（愛爾蘭唱片音樂協會单曲榜）     | 35            |
| 蘇格蘭（官方榜单公司單曲榜）           | 30            |
| South Korea (Gaon International Chart) | 3             |
| South Korea (Gaon Chart)               | 5             |
| 英國（官方榜单公司單曲榜）             | 26            |
| 美国（《告示牌》百大單曲榜）           | 51            |
| US Heatseekers Songs (Billboard)       | 1             |
| US Kid Digital Songs (Billboard)       | 2             |
| US Holiday 100 (Billboard)             | 2             |
| US Holiday Digital Songs (Billboard)   | 1             |

### Certifications
| 地區                                   | 认证    | 认证单位/销量 |
| -------------------------------------- | ------- | ------------- |
| 澳大利亚（澳大利亚唱片业协会）         | 金      | 35,000^       |
| 英国（英国唱片业协会）                 | 白金    | 600,000‡      |
| 美国（美國唱片業協會）                 | 3× 白金 | 3,000,000‡    |
| ^僅含認證的出貨量 ‡僅含認證的+實際銷量 |         |               |

### Year-end chart
| Chart (2014)                         | Position |
| ------------------------------------ | -------- |
| UK Singles (Official Charts Company) | 83       |